# Luis Alberto Castiglioni
Luis Alberto Castiglioni Soria (1962) é um político paraguaio, que assumiu a Vice-presidência da República do Paraguai de 15 de agosto de 2003 a 15 de agosto de 2008.

## Biografia
Nascido em 31 de julho de 1962 na cidade de Itacurubí del Rosario, departamento de San Pedro. Engenheiro Civil formado pela Faculdade de Ciências e Tecnologia da Universidade Católica de Assunção . Em 1979 ele ingressou na política militar na conservadora Associação Nacional Republicana, Partido Colorado (partido dominante no país desde 1948) se tornou chefe da Assembléia Nacional Constituinte. 
Membro da Comissão de Elaboração do Programa de Governo do Poder Executivo do Gabinete Nacional de Unidade de agosto a setembro de 1999 no governo do presidente Luis González Macchi.
Tornou-se também chefe eleito do Parlamento Latino-Americano (Parlatino). Em 2003, foi o vencedor das eleições da vice-presidência do país juntamente com a  Nicanor Duarte Frutos presidente eleito.